# Kumla (Kvinnherad)
Ne doit pas être confondu avec Kumla.
Kumla, est une île dans le landskap Sunnhordland du comté de Vestland. Elle appartient administrativement à Kvinnherad.

## Géographie
Rocheuse et désertique, à fleur d'eau, elle s'étend sur environ 37 m de longueur pour une largeur approximative de 24 m.